# Sandra-Helena Tavares
Sandra-Helena Ribeiro Tavares Homo (nascida em 29 de maio de 1982) é uma atleta de salto com vara portuguesa. Tavares representou Portugal nos Jogos Olímpicos de Verão de 2008 em Pequim, onde competiu no salto com vara feminino. Ela superou com sucesso uma altura de 4,30 metros, terminando em 19º na geral, e empatando na sua posição com Afroditi Skafida da Grécia e Joanna Piwowarska da Polónia.
As suas duas irmãs, Maria Leonor Tavares e Elisabete Tavares Ansel também competiram no salto com vara.